# Archivo General de Palacio
El Archivo General de Palacio (AGP) es el archivo oficial de la Corona española, siendo el centro donde se conservan los documentos generados por la Real Casa y Patrimonio de la Corona entre el siglo xvi y el siglo xx, así como de la Casa de Su Majestad el Rey y el organismo público Patrimonio Nacional desde entonces. En el año 2001, la directora del AGP, Margarita González Cristóbal, estimó que los depósitos del archivo abarcaban 15 kilómetros de estanterías con unos 120 millones de expedientes.
El Archivo está localizado desde sus orígenes bajo los arcos de la Plaza de la Armería del Palacio Real de Madrid. Asimismo, posee una red de archivos que se ubican en las delegaciones en los Reales Sitios.

## Historia
Aunque hay constancia de que antes del siglo xix existía algún tipo de archivo en palacio, encabezado por el grefier, cargo de origen borgoñés introducido en la Corte española en el siglo xvi, no fue hasta el reinado de Fernando VII, en 1814, que se creó el Archivo General de la Real Casa y Patrimonio, hoy Archivo General de Palacio.
Este archivo fue creado por Carlos Francisco de Paula de Pando y Álava Dávila, conde de Villapaterna y mayordomo mayor interino, al fusionar el Archivo de la Corona, archivo establecido por el rey francés José I en su Corte, y el histórico Archivo del Grefier, que reunía toda la documentación previa al periodo napoleónico.
Con algunos perjuicios causados durante el reinado de Isabel II, y sobreviviendo a diversos traslados durante la Guerra Civil, el Archivo General se ha mantenido prácticamente intacto, y en la actualidad ocupa tres plantas y más de una docena de kilómetros lineales de documentación.

## Documentación relevante

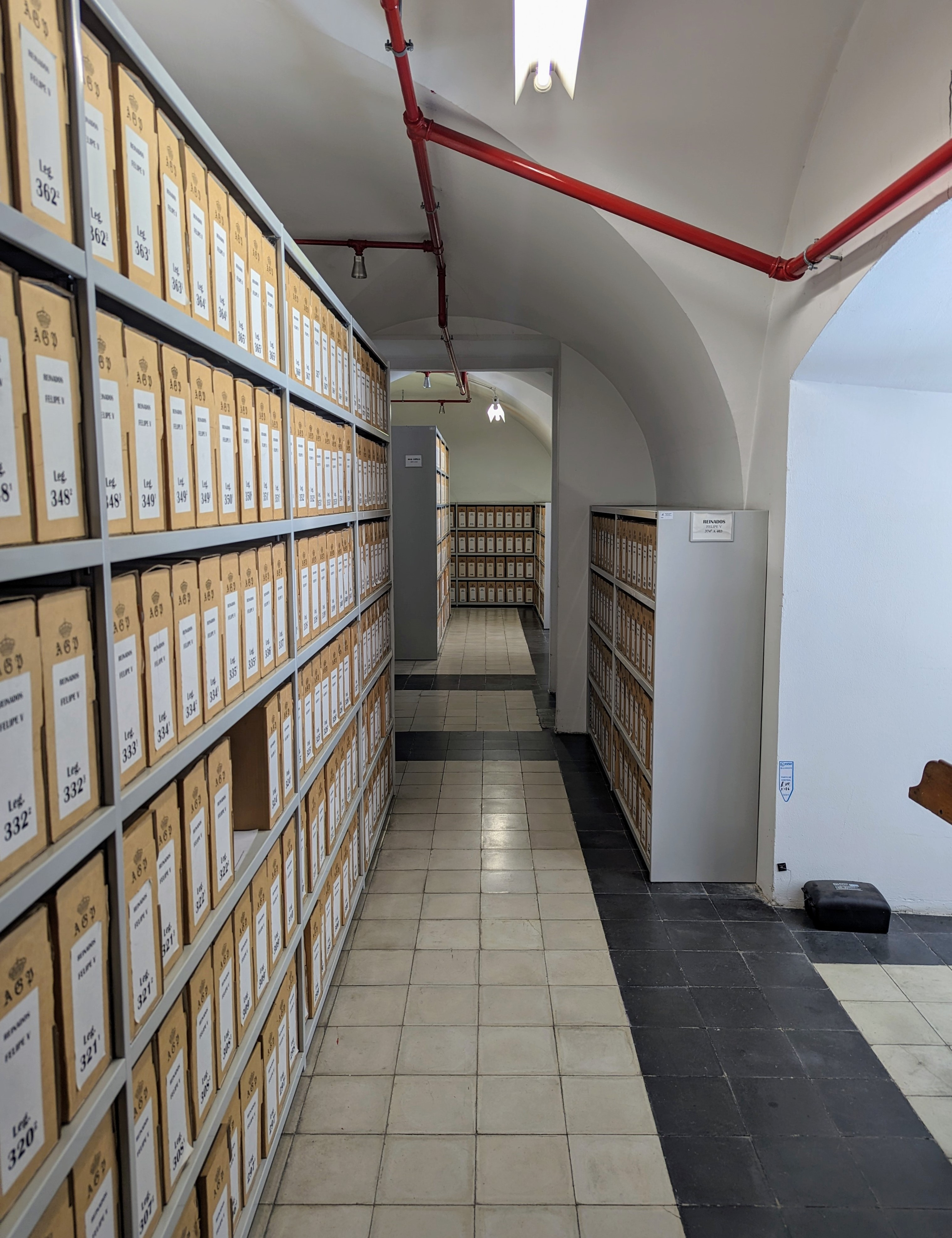
Interior del Archivo

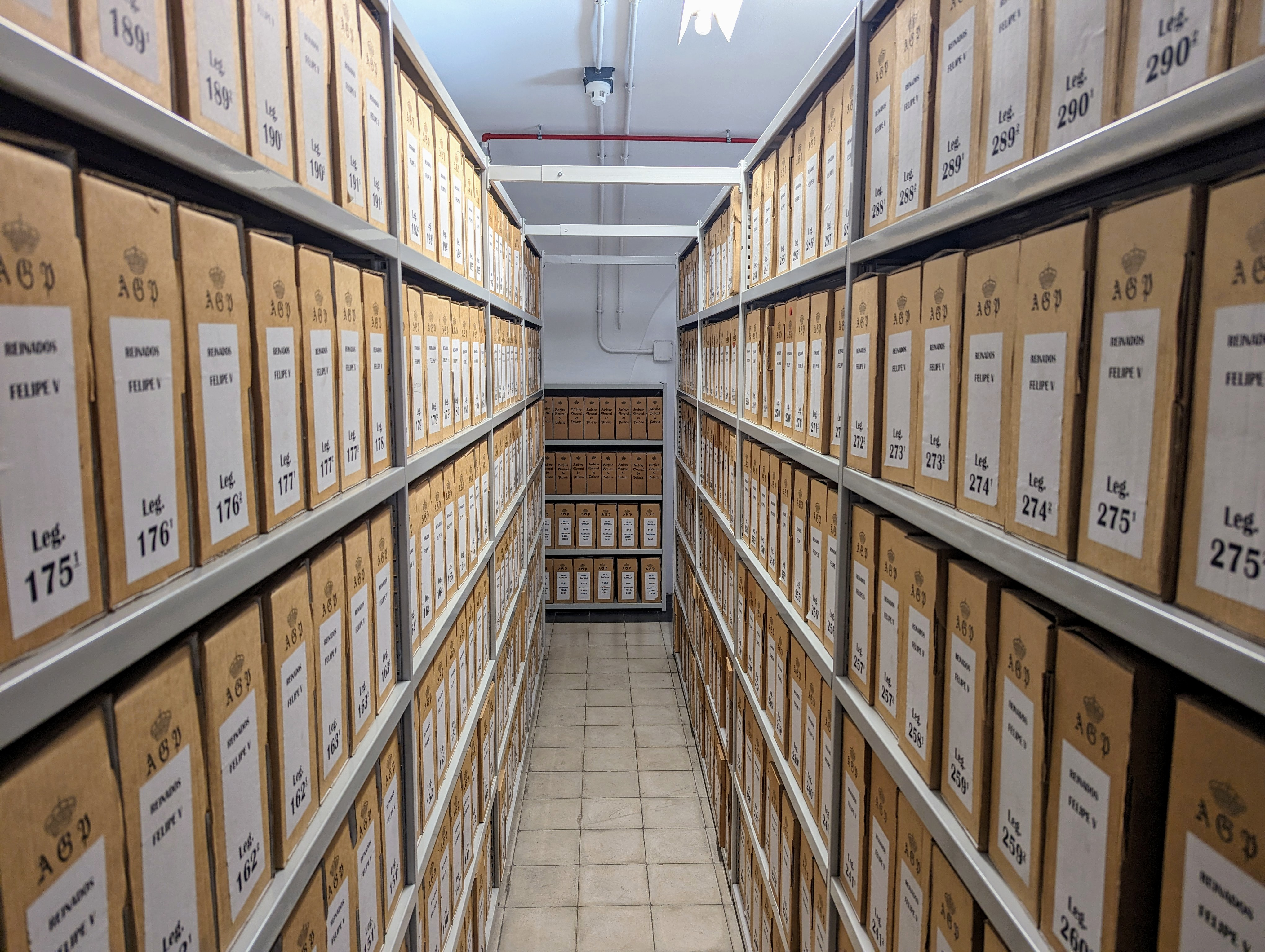
Interior del Archivo

Además de la documentación generada por la Corona entre 1464 y 1931, y la documentación de los Reales Patronatos, que abarcan desde 1148 hasta 1931, el Archivo General de Palacio también contiene:

### Archivos de la Familia Real
El Archivo General de Palacio conserva cuatro archivos históricos de infantes de España, a saber: el archivo del infante Gabriel de Borbón y sucesores, el archivo del infante Antonio Pascual de Borbón, el archivo del infante Francisco de Paula de Borbón y el archivo de la infanta Eulalia de Borbón.
De los cuatro mencionados, el más rico es el Archivo del infante Gabriel de Borbón, hijo de Carlos III. Este archivo, que Palacio lo conserva desde 1964, se trata de un archivo familiar que no solo recopiló documentación de la Casa del infante, sino que fue continuado por cuatro generaciones de sus descendientes, así como contiene otra documentación de épocas anteriores a la del infante, de entre los siglo xii y xvii.

### Archivos de la República y la Dictadura
De acuerdo al inventario de fondos, este Archivo también custodia documentación relativa a la Casa del Presidente de la República (1931-1936), la Casa Civil del Jefe del Estado (1936-1975) y toda la documentación generada por Patrimonio Nacional (Patrimonio de la República en su momento) durante estas etapas.

### Fotografías
El Archivo de Palacio posee una gran colección de más de 73 000 fotografías que abarcan desde 1846/1851 hasta 1996. La mayoría de las instantáneas son sobre la realeza española y personajes célebres de la corte, así como visitas oficiales nacionales e internacionales, imágenes de los Reales Sitios y otros eventos relevantes, destacando las más de 4000 fotografías sobre la Primera Guerra Mundial, que fueron donadas mayoritariamente por la agencia alemana Bild-und-Film Amt (BUFA), a través de la Oficina Pro Cautivos, pero también por la inglesa Associated Illustration Agencies Ltd., y por la francesa Section Photographique de l'Armée.
Esta colección se agrupó, catalogó y restauró a mediados de 1990 gracias a un convenio de colaboración entre Patrimonio Nacional y la Fundación "la Caixa".

## Red de Archivos de Patrimonio Nacional
El Archivo General de Palacio encabeza la Red de Archivos de Patrimonio Nacional, una serie de archivos distribuidos en diferentes Reales Sitios y Patronatos que son coordinados por el AGP. Componen la Red:
- El Archivo del Colegio de Nuestra Señora de los Remedios de Toledo.
- El Archivo del Convento de la Encarnación de Madrid.
- El Archivo del Convento de las Descalzas Reales de Madrid.
- El Archivo del Convento de Santa Clara de Tordesillas.
- El Archivo del Monasterio de las Huelgas de Burgos.
- El Archivo del Real Alcázar de Sevilla.